# 통일개
통일개는 진돗개와 풍산개를 교배시킨 종내 잡종이다.

## 개요
2001년 5월에 한 프로젝트에 의해 시작되었으며, 2006년 기준으로, 6대의 200여 마리가 탄생하였다. 혈통교정 작업은 2015년에되었다.